# Sonata per a violí núm. 35 (Mozart)
La Sonata per a violí núm. 35 en la major, K. 526, va ser escrita el 1787 per Wolfgang Amadeus Mozart, i introduïda en el seu catàleg personal el dia 24 d'agost. En el catàleg Köchel està situada entre la serenata per a corda Eine kleine Nachtmusik (K. 525) i l'òpera Don Giovanni (K. 527).
Es tracta de l'última de les sonates per a violí de Mozart, tot i que va escriure una altra sonata més per a aquest instrument, la Sonata per a violí núm. 36, K. 547 (1788), que és més una sonatina. Molts especialistes, entre ells Alfred Einstein, consideren que l'obra és part de la seva última sèrie de les tres grans sonates per a violí, que comença amb la Sonata «Strinasacchi» en si bemoll major, K. 454, acabada el 1784 –any en què va escriure els seus sis grans concerts per a piano números 14-19 i el Quintet de vent amb piano–, i continua amb la Sonata per a violí núm. 34 en mi bemoll major, de desembre de 1785.

## Estructura
L'obra consta de tres moviments:
1. Molto allegro
2. Andante, en re major
3. Presto

El primer moviment està compost en forma sonata, en compàs 6/8, i el protagonisme dels dos instruments està repartit de manera més equitativa que en les seves primeres sonates. Presenta una exposició temàtica que es divideix entre els seus dos grups tonals (la major i mi major) i una compacta però ben aprofitada secció de desenvolupament.
El segon temps, per ser una forma sonata lenta del període clàssic, té un desenvolupament extens. El passatge situat just abans de la recapitulació condueix cap a una seqüència de canvis enharmònics, que suposen modulacions molt llunyanes. L'últim moviment és un rondó amb una secció central particularment agitada.